# Эндрюс, Нэнси Кэтрин
Нэнси Эндрюс (англ. Nancy C. (Catherine) Andrews; род. 29 ноября 1958, Сиракьюс, Нью-Йорк) — американский ученый-медик, биолог. Доктор философии (1985), доктор медицины (1987), с 2021 директор по науке Бостонской детской больницы (Boston Children's Hospital). До того на протяжении 10 лет, с 2007 года, декан Школы медицины (первая женщина в этой должности) и вице-канцлер по академическим вопросам в Университете Дьюка. Перед тем преподавала в Гарвардской медицинской школе, профессор. Исследователь Медицинского института Говарда Хьюза (1993—2006). Член Национальных Академии наук (2015) и Медицинской академии США, а также Американской академии искусств и наук (2007). Экс-президент American Society for Clinical Investigation. Ныне член совета директоров Американской академии искусств и наук и входит в Совет НАН США. Выросла в Сиракьюсах (штат Нью-Йорк). Её отец был юристом, а мать — соцработником.
Получила степени бакалавра и магистра по молекулярной биофизике и биохимии в Йельском университете (1980), где училась у Джоан Стейц, а также степень доктора философии по биологии в MIT (занималась у Дейвида Балтимора, а также с нобелевскими лауреатами Филлипом Шарпом и Эндрю Файером) и доктора медицины — в Гарвардской медицинской школе; три года работала со Стюартом Оркином. Супруг также ученый; двое детей. Феллоу Американской ассоциации содействия развитию науки. Лауреат Vanderbilt Prize in Biomedical Science (2010).